# Göteborgs skärgårdsskjutfält
Göteborgs skärgårdsskjutfält är ett militärt övnings- och skjutfält som är beläget i Göteborgs södra skärgård.

## Historik
Göteborgs skärgårdsskjutfält togs i bruk 1902 i samband med upprättandet av Kustartilleriet. När Älvsborgs kustartilleriregemente (KA 4) bildades 1942, gjordes större utbyggnader av fasta befästningsanläggningar i skärgården. Efter att Kustartilleriet avvecklades, kom övningsverksamheten domineras av rörliga markstridsövningarna med amfibie- och säkerhetsförband. Åren 2005–2021 förvaltades skjutfältet av Försvarsmedicincentrum och från 2021 av det återetablerade Älvsborgs amfibieregemente (Amf 4).

## Verksamhet
Göteborgs skärgårdsskjutfält omfattar 216 ha och omfattar fastigheterna Galterö, Stora Stårholmen, Lilla Rävholmen, Stora Rävholmen, Känsö samt Donsö (Knappen). Skjutfältet är ett av de tre skjutfält i Sverige som är anpassat för bataljonsövningar med amfibie-, markstrids-, hemvärns- och säkerhetsförband i kombination med flyg- och fartygsförband.

### Känsö
År 1935 övertog Marinförvaltningen Känsö med anläggning för utbildning och förläggning. Västkustens marinkommando använde ön till utbildningsläger som grundutbildning, repetitionsutbildning och frivilligutbildning. Under beredskapsåren hade beredskapsförband förläggning på ön. Därefter installerades en radarstation som ingick i krigsorganisationen, men den finns inte kvar längre.